# مراقبو السواحل

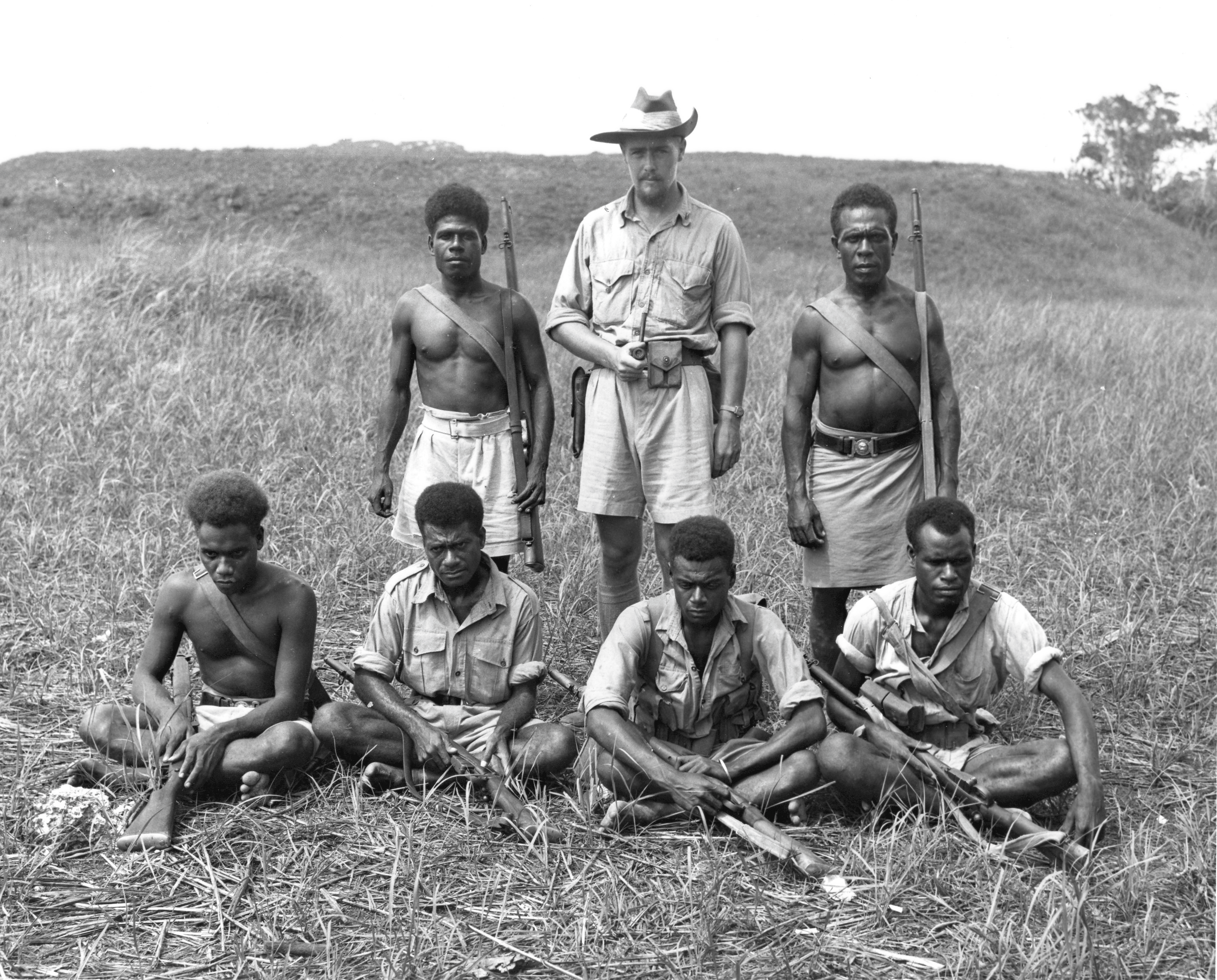

مراقبو السواحل، والمعروفون أيضًا باسم منظمة مراقبة السواحل، أو جهاز المخابرات الميدانية المشتركة أو القسم C، مكتب الاستخبارات المتحالفة، كانوا عملاء المخابرات العسكرية الحلفاء المتمركزين في جزر المحيط الهادئ النائية خلال الحرب العالمية الثانية لمراقبة تحركات العدو وإنقاذ أفراد الحلفاء المحاصرين. لعبوا دورًا مهمًا في مسرح حرب المحيط الهادئ ومسرح حرب جنوب غرب المحيط الهادئ، وخصوصًا فيما يتعلق بدورهم كشبكة إنذار مبكر خلال حملة غوادالكانال.

## لمحة عامة
اقترح النقيب تشابمان جيمس كلير، ضابط البحرية لمنطقة غرب أستراليا، برنامج مراقبة الساحل في عام 1919. أنشأ مجلس الكومنولث للبحرية الأسترالية لأول مرة منظمة مراقبة السواحل في عام 1922، وتديرها شعبة الاستخبارات البحرية. كان يقتصر عملها في بادئ الأمر على أستراليا فقط، ثم توسّعت بعد اندلاع الحرب في عام 1939 إلى غينيا الجديدة وإلى جزر سليمان. خدم فيها حوالي 400 من مراقبي السواحل - معظمهم من الضباط العسكريين الأستراليين أو من العسكريين النيوزيلنديين أو من سكان جزر المحيط الهادئ أو من أسرى الحرب لدى الحلفاء.
قاد الرائد إريك فيلدت، من مقرّه في تاونسفيل في ولاية كوينزلاند، منظمة مراقبة الساحل الأسترالي طيلة الحرب العالمية الثانية. أصبح مراقبو السواحل يتمتعون بأهمية خاصة في مراقبة النشاط الياباني في حوالي ألف جزيرة تشكّل جزر سليمان. استقال القائد فيلدت من قيادته في مارس 1943 بسبب المرض. وتولّى منصبه جيمس مكمانوس من البحرية الملكية الأسترالية.
عيّن الجيش الأسترالي العديد من الأفراد، الذين شاركوا في عمليات مراقبة السواحل خلف خطوط العدو، ضباطًا متطوعين احتياطين في البحرية الملكية الأسترالية (RANVR) لحمايتهم في حالة القبض عليهم، على الرغم من أن الجيش الإمبراطوري الياباني لم يعترف دائمًا بهذه الرتبة، وأعدم العديد من هؤلاء الضباط. عزّز أفراد الحلفاء والمدنيين الهاربين من أعداد مراقبي السواحل. في أحد الحالات، ساعد ثلاثة من المبشرين الألمان مراقبي السواحل بعد فرارهم من الأسر الياباني، على الرغم من أن ألمانيا النازية قد تحالفت مع إمبراطورية اليابان خلال الحرب.
أطلق فيلدت على منظمته الاسم الرمزي ‹‹فرديناند››، مستوحيًا الاسم من كتاب شعبي للأطفال عن ثور، ‹‹قصة فرديناند››. وشرح ذلك بقوله:
‹‹فرديناند ... لم يقاتل بل جلس تحت شجرة واستنشق رائحة الزهور. لقد كان المقصود منه تذكيرًا لمراقبي السواحل بأنه ليس من واجبهم القتال وجلب الانتباه لأنفسهم، بل الجلوس بحذر وبدون إزعاج، وجمع المعلومات. بالطبع، كما هو حال الشخصية في القصة، يمكنهم القتال إذا تعرضوا للسع››.
في يونيو 1942، أصبح ‹‹فرديناند›› جزءًا من مكتب استخبارات الحلفاء، والذي أصبح تحت منطقة الحلفاء جنوب غرب المحيط الهادئ (القيادة) (SWPA). ومع ذلك، أبلغ فيلدت كلاً من GHQ وSWPA في بريزبين ووحدة راديو الأسطول الأمريكي-الأسترالي-البريطاني في ملبورن (FRUMEL)، والتي جاءت بأمر من قيادة مناطق المحيط الهادئ.
طوّرت نيوزيلندا مخطّط مراقبة السواحل الخاص بها منذ ثلاثينيات القرن العشرين. عند اندلاع الحرب، سيطر مجلس البحرية النيوزيلندي على محطات مراقبة السواحل الواقعة حول ساحل نيوزيلندا وفي شرق المحيط الهادئ. أُنشِئت محطات في كل من جزر جيلبرت وإيليس وتوكيلاو وساموا وجزيرة فانينغ وجزر كوك وتونغا وفيجي.

## الأهمية
في أوائل شهر نوفمبر عام 1942، أذاع اثنان من مراقبي السواحل يُدعيان ريد ومايسون في جزيرة بوغانفيل تحذيرات مبكرة إلى البحرية الأمريكية حول التحرّكات الحربية الجوية وتحركات السفن اليابانية (مُشيرين إلى أعداد ونوع وسرعة وحدات العدو) التي تستعد لمهاجمة القوات الأمريكية في جزر سليمان.
كان الرقيب السير جايكوب سي. فوزا، الذي تقاعد من شرطة المنطقة المحلية في عام 1941، أحد أكثر مراقبي السواحل تقلُّدًا بالأوسمة، وقد تطوّع لأداء واجب مراقبة السواحل، ووقع في الأسر واستُجوِب بوحشية. نجا من الأسر وهرب ليجري اتصالات مع مشاة البحرية الأمريكية يحذرهم فيها من هجوٍم ياباني وشيك. تعافى من جروحه واستمر في عمله ككشّاف للمارينز. منحت الولايات المتحدة على النجمة الفضية وعلى وسام الاستحقاق، وحصل لاحقًا على لقب الفارس، كما نال رتبة الإمبراطورية البريطانية.
في عام 1943، غرق ملازم الصف جون إف. كينيدي من البحرية الأمريكية - الرئيس المستقبلي - و10 من زملائه من أفراد الطاقم بعد غرق زورقهم، زورق الطوربيد PT-109. مراقب السواحل الأسترالي، الملازم الفرعي آرثر ريجينالد إيفانز، لاحظ انفجار زورق الطوربيد PT-109عندما صدمته مدمّرة يابانية. على الرغم من تخلي أطقم البحرية الأمريكية عن الطاقم الغارق متكبدين خسارة مريرة، فقد أرسل إيفانز إلى اثنين من الكشافين بيوكو غاسا وإرونى كومانا، الذين كانوا يقطنون جزيرة سليمان، في زورق مخبأ للبحث عن ناجين. عَثر الكشافان على الرجال بعد بحث استغرق خمسة أيام. بسبب عدم توفّر ورقة، خدش كينيدي رسالة على جوز الهند ليصف محنة وموقع طاقمه. جدّف جاسا وكومانا مسافة 38 ميلًا عبر المياه التي تسيطر عليها اليابان، مُعرّضين أنفسهم لخطر شخصي كبير، لإيصال الرسالة إلى إيفانز، الذي نقل الأخبار إلى قائد سرب كينيدي. أُنقِذَ رئيس الولايات المتحدة المستقبلي بعد ذلك بفترة قصيرة، وبعد 20 عامًا دعا إيفانز إلى البيت الأبيض. لم يُجرِ غاسا الرحلة إلى البيت الأبيض، وادعى لاحقًا أنه تلقّى الدعوة للحضور، ولكن مسؤولين استعماريين بريطانيين خدعوه بعدم الحضور. غادر غاسا قريته ووصل إلى هونيارا، لكن لم يُسمح له بالمغادرة في الوقت المناسب لحضور الحفل.
صرّح كومانا في وثائقي ‹‹البحث عن زورق كينيدي الطوربيد PT-109››: ‹‹بعد الإنقاذ قال كينيدي إنه سيجتمع بنا مرّة أخرى››. ‹‹عندما أصبح رئيسًا، دعانا لزيارته. لكن عندما وصلنا إلى المطار، استقبلنا كاتب، قال إنه لا يمكننا الذهاب - بيوكو وأنا لا نتحدث الإنجليزية. شعرت بالسوء››.
عندما اجتاح اليابانيون جزر جيلبرت في عام 1942، ألقي القبض على 17 من مراقبي السواحل في نيوزيلندا. سُجنوا في تاراوا، وأعدمهم اليابانيون في أكتوبر 1942 بعد غارة جوية أمريكية.

## رحلة استكشاف الرأس
منذ عام 1942 وحتى عام 1945، كان العلماء النيوزيلنديون متمركزين في جزر شبه القارة القطبية الجنوبية خلال الحرب العالمية الثانية (لمنع استخدام المغيرين الألمان السطح ملجأ لهم). يقال إن غرق السفينة البريطانية توراكينا (لكن طاقمها كان من البريطانيين والنيوزيلنديين) بعد أن أغارت عليها مقاتلة ألمانية في بحر تسمان قد أعطى فكرة الإعدام الأولوية، بما أن الذين كانوا يقعون بالأسر ويُطلق سراحهم، أخبروا بأنهم نُقِلوا إلى ميناء مغطى بالثلج وفيه تلّة صغيرة. كانت الفكرة أن العلماء لن يشعروا بالملل، بل سيتابعون أبحاثهم أيضًا. عُرِف أن تمركز العلماء كان لأسباب أمنية في المنشورات العلمية التي أعقبت ‹‹رحلة الرأس››. وكان من بين الموظفين روبرت فالا، الذي أصبح فيما بعد عالمًا بارزًا في نيوزيلندا.